# Castellar de n'Hug
Castellar de n'Hug è un comune spagnolo situato nella comunità autonoma della Catalogna. Nel territorio del comune si trova la sorgente del fiume Llobregat.

## Società

### Evoluzione demografica
| 1900 | 1930 | 1950 | 1970 | 1981 | 1986 | 1991 | 1996 | 2001 | 2004 |
| ---- | ---- | ---- | ---- | ---- | ---- | ---- | ---- | ---- | ---- |
| 573  | 616  | 415  | 197  | 157  | 176  | 162  | 172  | 170  | 191  |